# خوليو هرنان روسي
خوليو هرنان روسي (بالإسبانية: Julio Hernan Rossi) هو لاعب كرة قدم أرجنتيني، ولد في بوينس أيرس (الأرجنتين) في 22 فبراير 1977. ان تضطلع به في سوبر جامعة سويسرا.

## المسيرة الكُرَوِيّة
بدأ عام 1995 في ريفر بلايت. بعد 9 سنوات، لعب في الدوري السويسري لكرة القدم.

## روابط خارجية
- خوليو هرنان روسي على موقع رابطة كرة القدم اليابانية للمحترفين (اليابانية)
- خوليو هرنان روسي على موقع رابطة كرة القدم الفرنسية للمحترفين (الإنجليزية)
- خوليو هرنان روسي على موقع قاعدة بيانات كرة القدم.إي يو (الإنجليزية)
- خوليو هرنان روسي على موقع Soccerway.com (الإنجليزية)
- خوليو هرنان روسي على موقع عالم كرة القدم.نت (الإنجليزية)